# Johannes Menskes
Johannes Menskes (* 11. Februar 1927 in Lobberich; † 31. Juli 2021 ebenda) war ein deutscher Chorleiter und Komponist.

## Leben
Johannes Menskes wuchs in Lobberich (seit 1970 zu Nettetal) auf. Nach der Schule besuchte er die Folkwang-Musikhochschule in Essen, die er mit dem Folkwang-Diplom und dem Staatsexamen verließ. 1948 übernahm er einen Kirchenchor, mit dem er auch eigene Kompositionen einstudierte.
Seit 1952 leitete Johannes Menskes den Frohsinn-Chor Lobberich (heute Niederrheinchor), den Volkschor Schaag und den Arnold Chor Kempen. Später kamen noch der Männergesangverein und Frauenchor Geldern, der Amicitia Chor Bracht und der Liederkranz Grefrath hinzu. 1974 gründete er mit diesen Chören die Chorgemeinschaft der Menskes-Chöre, mit denen er sein erstes erfolgreiches Großkonzert in Grefrath gab. Es folgten weitere Konzerte und Auftritte bei Rundfunk und Fernsehen sowie mehrere Konzertreisen. In den 1980er Jahren erhielten die Chöre einen Schallplattenvertrag bei EMI Electrola.
Johannes Menskes komponierte und arrangierte zudem Werke für seine Chöre, teilweise auch mit Begleitorchester. Zu seinen bekanntesten Kompositionen gehören der Sonnenwalzer, die Serenata Romantica, sowie eine neue Vertonung des Ave Maria.
Aus Altersgründen gab er 2006 die Leitung der meisten Chöre ab, was die Auflösung der Menskes-Chöre zur Folge hatte. 2010 gab er die Chorarbeit ganz auf.
Menskes war seit 1953 verheiratet und hatte drei Söhne. Er starb mit 94 Jahren in seiner Heimatstadt Lobberich.

## Ehrungen
- 1987 Verleihung des Bundesverdienstkreuzes am Bande